# Ерумбал
Ерумбал (мар. Ерӱмбал) — деревня в Моркинском районе Республики Марий Эл. Входит в состав городского поселения Морки.

## География
Находится в юго-восточной части республики Марий Эл на расстоянии приблизительно 6 км по прямой на юго-восток от районного центра посёлка Морки.

## История
Известна с 1795 года как четвёртый выселок Ерымбал из деревни Малой Иры с 5 дворами. В 1859 году здесь находилось 18 дворов, проживали 103 человека. В 1895 году здесь (околоток Ирымбал или Малые Иры) проживали 222 человека, мари. В 1924 году из 261 жителя деревни 256 были мари, остальные — русские. В 1958 году было отмечено 33 дома. В 2003 году в деревне числился 51 двор. В советское время работали колхозы «Трактор», им. Сталина, позднее СПК СХА «Илеть».

## Население
Население составляло 138 человек (мари 93 %) в 2002 году, 132 в 2010.